# Manhattan Center
El Manhattan Center es un edificio en Midtown Manhattan, Nueva York (Estados Unidos). Construido en 1906 y ubicado en 311 West 34th Street, alberga Manhattan Center Studios (hogar de dos estudios de grabación ), su Grand Ballroom y Hammerstein Ballroom, uno de los lugares de actuación más famosos de la ciudad de Nueva York. En 1976, el edificio fue comprado por su propietario actual, la Iglesia de la Unificación, por 3 millones de dólares. Algunas de las empresas que residen en el edificio incluyen: Telemundo, Macy's, WeWork, Facebook, Samsung, FX Network, MAC Cosmetics y NBC Universal.

## Historia
El Manhattan Center originalmente se llamaba Manhattan Opera House y fue construido en 1906 por Oscar Hammerstein I. Hammerstein buscó competir con la Ópera Metropolitana establecida ofreciendo gran ópera al público de Nueva York a precios de boletos más bajos y con una orquesta y producciones teatrales superiores. Rápidamente, recibió elogios de la crítica y se convirtió en una alternativa popular al Met, y muchas grandes óperas y cantantes célebres debutaron en el nuevo teatro.
En 1910, después de que la Ópera Metropolitana sintiera que ya no podía tolerar la competencia, ofreció a Hammerstein 1,2 millones de dólares para que dejara de producir ópera durante un período de 10 años. Aceptó la oferta y experimentó con varios otros tipos de entretenimiento antes de finalmente vender el edificio. En marzo de 1911, los hermanos Shubert lo abrieron como una casa "combinada" que presentaba espectáculos de vodevil durante la semana y conciertos los domingos por la noche a precios asequibles.
En 1922, la Ópera de Manhattan fue comprada por el Antiguo Rito Escocés Aceptado de la Masonería Libre, que construyó una nueva fachada del edificio y un nuevo Gran Salón de Baile en el séptimo piso. En 1926, Warner Bros alquiló el salón de baile para instalar un estudio para el sistema de sonido en disco Vitaphone para grabar la orquesta Filarmónica de Nueva York para la película Don Juan. Esa película marcó el lanzamiento de la película comercial inaugural con una banda sonora musical grabada.
En 1939, el nombre del edificio se cambió a Manhattan Center, ahora un lugar de usos múltiples que presenta una variedad de diferentes tipos de eventos. En 1986, se formó Manhattan Center Studios para convertir el centro en un lugar con la capacidad de celebrar festividades multimedia. MCS amplió las instalaciones de grabación de audio cuando se inauguró Studio 4 en 1993. Studio 7 fue reconstruido en 1996 para convertirse en una sala de control de última generación capaz de dar servicio a todo tipo de grabaciones y eventos en vivo en los salones de baile.
En marzo de 1990, la empresa comenzó a invertir en equipos de video e instalaciones de estudio para expandirse a la industria del video y la televisión. Las instalaciones de posproducción de video de la compañía en Studio 9 se completaron en 1993 y en los años siguientes se construyeron dos estudios de televisión completamente equipados. El Estudio 1 se completó en 1994 y el Estudio 6 se completó en 1995. La conexión de los estudios con los Ballrooms los convierte en lugares atractivos para eventos de transmisión en vivo y webcasts. Studio 1 y Studio 6 se cerraron temporalmente durante la primavera y el verano de 2003 para completar amplias actualizaciones cuando la empresa firmó un contrato de tres años con Atlantic Video, una empresa de producción y servicios de televisión con sede en Washington D. C..
A partir de 1997, el Hammerstein Ballroom se sometió a una importante renovación y volvió a abrir como sala de conciertos para actos musicales populares.

## Eventos
El Manhattan Center se convirtió en un lugar de moda para los bailes de "big band", así como ferias comerciales, reuniones sindicales y otras funciones sociales.
Entre los diversos eventos que se llevaron a cabo aquí a lo largo de las décadas siguientes se encuentran transmisiones de radio, grabaciones y actuaciones de actos como Bunny Berigan, Paul Robeson, Judy Garland, Harry Belafonte, Perry Como, Leonard Bernstein, David Bowie, Grateful Dead, Bob Marley, Franco Luambo, Evanescence, Tool y Alison Moyet, entre otros.
WWF Monday Night Raw grabó su episodio inaugural en el Grand Ballroom el 11 de enero de 1993. El 22 de enero de 2018 se coorganizó un especial especial del 25 aniversario de Raw con el Barclays Center. El Hammerstein Ballroom ha albergado eventos de Extreme Championship Wrestling en los años previos a su cierre y en sus reactivaciones en 2005 y 2006. Desde 2006, el Manhattan Center ha sido sede de eventos Ring of Honor anuales, tanto en el Grand Ballroom como en el Hammerstein Ballroom. En 2014, TNA grabó varios episodios de su programa Impact Wrestling TV en el Grand Ballroom del 25 al 27 de junio, y luego nuevamente del 5 al 7 de agosto y en 2015 también realizó su debut en Destination America y grabó los próximos episodios del 7 al 9 de enero.
Allí se grabaron varias temporadas de America's Got Talent de NBC.
El Manhattan Center albergaba el estudio principal y las instalaciones de producción de Al Jazeera America.